# Московский Союз художников

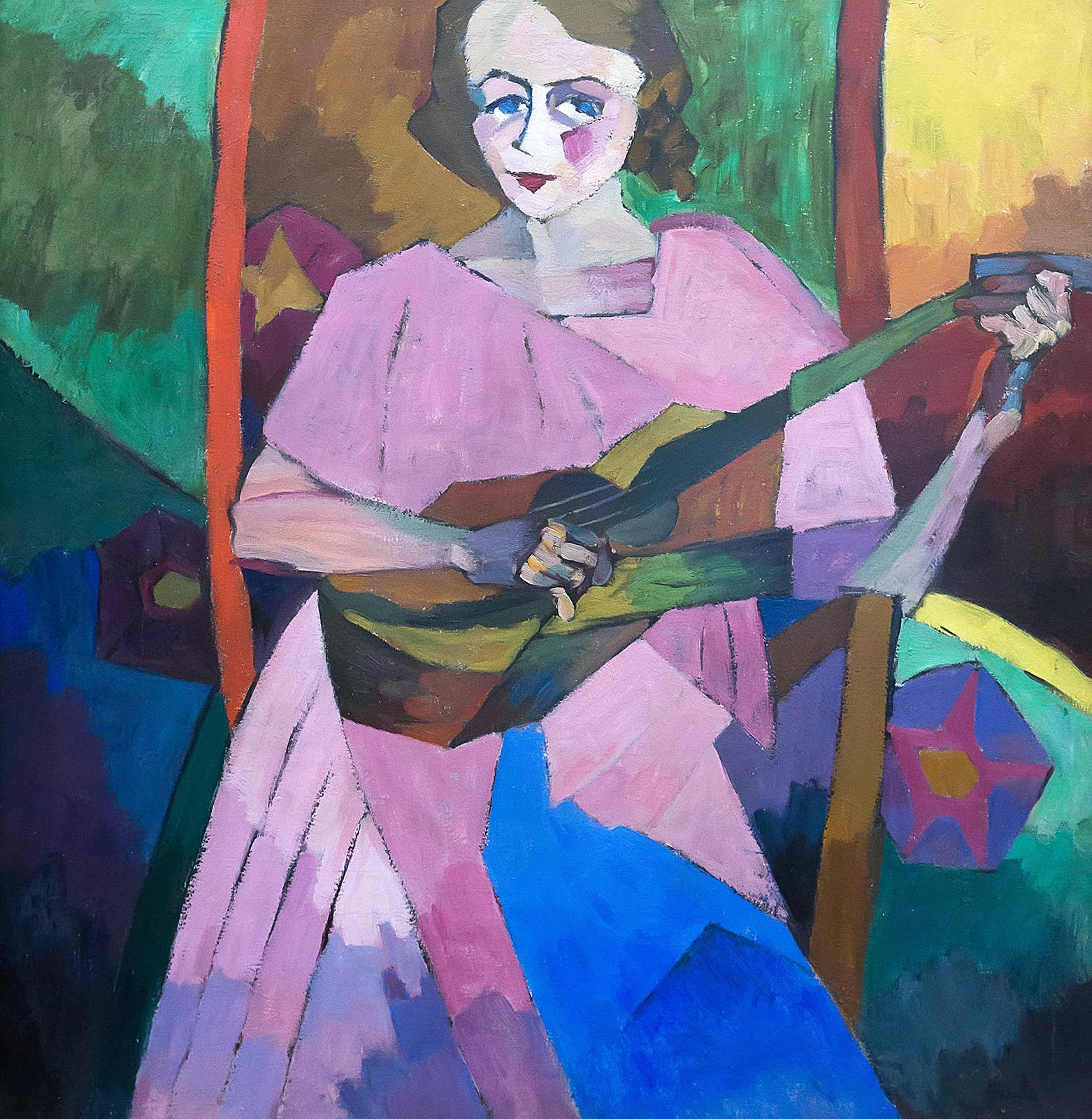
Аристарх Васильевич Лентулов, «Женщина с гитарой»

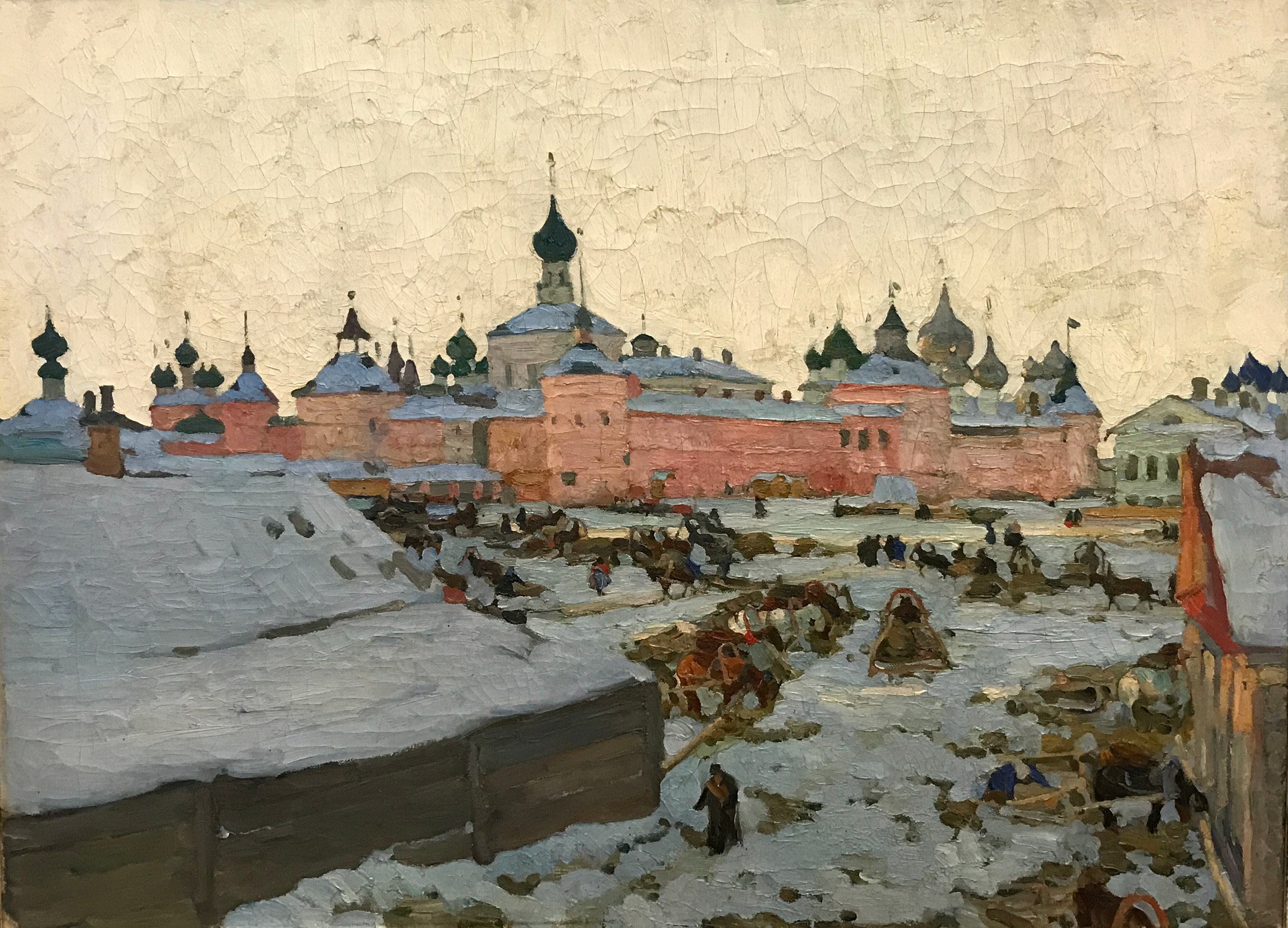
Константин Фёдорович Юон, «Ростов Великий зимой»

Моско́вский сою́з худо́жников (МСХ) — творческая региональная общественная организация, объединяющая художников Москвы (на сегодня, Союз насчитывает более шести тысяч членов).
Существует с 1932 года как Московский областной союз советских художников (МОССХ), с 1938 года как Московская организация Союза советских художников (МОССХ), Московский союз советских художников (МССХ), с 1959 как Московское отделение Союза художников РСФСР, Московская организация Союза художников РСФСР. В 1992 году после ликвидации Союза художников СССР Московский союз художников стал одним из его правопреемников.
Правление организации располагается в Москве в доме Киппена по адресу Старосадский переулок, дом. 5/8.

## История

### МОССХ
Московский областной союз советских художников (МОССХ) создан 25 июня 1932 года в рамках проводившейся в 1930-х годах в СССР широкой кампании по ликвидации независимых творческих союзов и созданию централизованных органов управления творческой интеллигенцией.
В первый состав Союза вошли многие деятели русского искусства: А. А. Вольтер, К. Ф. Юон, Г. Г. Ряжский, А. А. Дейнека, А. В. Лентулов, И. И. Машков и многие другие.
В МОССХ влились такие художественные группировки и объединения, как: Ассоциация художников революции (АХР), Российская ассоциация пролетарских художников (РАПХ), Союз советских художников (ССХ), Общество художников-станковистов (ОСТ), Общество московских художников (ОМХ), Общество художников книги (ОХК), Общество искусства социалистического строительства (ИССТР), Общество революционных работников плаката (ОРРП), Московская ассоциация художников-декораторов (МАХД), «Изобригада», объединения «Октябрь», «Маковец», «Четыре искусства».
Несмотря на объективные трудности эпохи, художникам удалось сохранить связь с прошлым: именно Союз русских художников, Товарищество передвижных художественных выставок, Общество поощрения художеств стали основой, на традициях которой создавался Московский Союз художников, включая в себя всё новых и новых «независимых». Многие передвижники были приглашены на роль руководителей мастерских нового Союза[уточнить].

### МССХ
В мае 1937 года состоялось перевыборное собрание МОССХа. Председателем нового правления МОСХа был избран Сергей Герасимов. Он руководил Союзом с небольшими перерывами до 1952 года.
В 1938 году был создан Союз советских художников СССР и МОССХ был переименован в Московскую организацию Союза советских художников или Московский союз советских художников (МССХ). На правах руководящего органа творческих коллективов СССР работал избранный в 1939 году Оргкомитет во главе с А. М. Герасимовым. После создания оргкомитета Союза художников СССР роль МССХ начала меняться. Его деятельность сосредоточилась на решении непосредственно московских вопросов.
В военный период (1941—1945) многие московские художники были мобилизованы, некоторые ушли в ополчение.
В 1953 году было создано Министерство культуры СССР, курирующее всю художественную жизнь страны. Первые действия министерства были направлены на её ревизию. В середине 1950-х обострилось противостояние между Академией художеств СССР, Секретариатом Оргкомитета советских художников и МОСХом на фоне отношения к импрессионизму.

### МОСХ РСФСР
31 мая 1957 года на I пленуме Союза художников СССР было принято решение о создании Союза художников РСФСР. В сентябре 1957 года постановлением секретариата правления Союза художников СССР был учрежден Союз художников РСФСР. Также в 1957 году Московскому союзу определили статус крупнейшей организации страны по численности и творческому потенциалу. За ним были закреплены особые права как по приёму в члены Союза, так и по хозяйственному статусу его Художественного фонда, приравненного по статусу к республиканскому в СССР. С 1957 года по 1960 год велись подготовительные работы по созыву съезда художников РСФСР. В 1959 году МССХ, как самостоятельная организация, вошёл в Союз художников РСФСР и был переименован в Московское отделение Союза художников РСФСР (МОСХ РСФСР). Соответственно Московское отделение Художественного фонда СССР переименовали Московское отделение Художественного фонда РСФСР (МОХФ РСФСР). Первый учредительный съезд художников РСФСР состоялся 21-24 июня 1960 года.
В 1969 году Московское отделение Союза художников РСФСР переименовано в Московскую организацию Союза художников РСФСР, аббревиатура МОСХ не изменилась.
Организационно, в советское время, деятельность Союза делилась на два направления: творческое, находящееся в компетенции Союза художников, и творческо-производственное, которое осуществлялось Художественным фондом, предприятием Союза художников, являвшимся материальной основой МССХ, обеспечивающей творческую деятельность художников. Художественный фонд обладал правами самостоятельного юридического лица, но подчинялся решениям съезда, правления и секретариата Союза художников. Имущество Союза находилось у Художественного фонда в доверительном управлении. В эти годы было организовано Молодёжное объединение Московского союза художников
В мае 1987 года в Москве состоялся VI съезд Союза художников РСФСР. Московский и Ленинградский союзы художников в результате долгой борьбы получили право самостоятельно избирать не только делегатов на съезд, но и своих представителей — членов будущего Центрального правления Союза художников РСФСР. Всё шло к полной самостоятельности союзов Москвы и Ленинграда, а роль Центрального правления Союза художников РСФСР становилась всё более символичной.
В январе 1988 года, в разгар перестройки, состоялся VII съезд Союза художников СССР, на котором сильно проявилось недовольство художниками-секретарями.

### МСХ
В 1990 году Московская городская организация Художественного фонда РСФСР преобразована в ТПО «Художественный фонд МОСХ» (приказ № 406/1 от 28.03.1990 г. Протокол № 3 от 8 февраля 1990 г.). Приказом № 4 от 22.10.1991 года в связи с организацией МСХ на базе Московской организации Союза художников РСФСР (МОСХ) ТПО «Художественный фонд МОСХ» вошёл в состав Московского союза художников, произошло слияние аппаратов управления МОСХ РСФСР и ТПО «ХФ МОСХ», было децентрализовано управление творческо-производственными предприятиями.
28 мая 1991 года на конференции Московской организации Союза художников РСФСР был принят новый устав. МОСХ стал называться Московский союз художников (МСХ). В уставе было отмечено, что союз является правопреемником Московской организации Союза художников РСФСР.
В апреле 1992 года был ликвидирован Союз художников СССР. Правопреемниками были определены союзы художников новых самостоятельных государств, которыми стали бывшие союзные республики, а также Московская и Ленинградская организации. В том же 1992 году Союз художников РСФСР был преобразован и стал носить название: Всероссийская творческая общественная организация «Союз художников России» (ВТОО «СХР»). Председателем был академик В. М. Сидоров (1987—2009). При ВТОО «СХР» издавались газета «Художник России» и журнал «Художник».
В эти годы МСХ столкнулся с рядом серьёзных проблем как имущественного, так и организационного характера, многие из которых до сих пор не решены.
В 1997 году Московский союз художников переименован в региональную общественную организацию «Московский союз художников». Устав зарегистрирован управлением юстиции 9 апреля 1997 года.
В января 2008 года в Центральном доме художника состоялась выставка «Московскому Союзу художников — 75 лет».
6 апреля 2009 в Центральном доме художника состоялся отчётно-выборный съезд. Присутствовало 279 делегатов.
В апреле 2011 года съезд Московского союза художников выразил протест против присуждения государственной премии в области современного искусства «Инновация» арт-группе «Война» за акцию в Санкт-Петербурге на разводном пролёте Литейного моста напротив здания ФСБ.
В июне 2012 года в ЦВЗ «Манеж» состоялась выставка «Московский Союз художников — 80».
В апреле 2022 года в Центральном выставочном зале союза художников России на 4 этаже Западного крыла Новой Третьяковки состоялась выставка «Московский Союз художников 90».

## Структура
В составе Московского союза художников девять творческих секций, объединяющих живописцев, графиков, скульпторов, художников монументально-декоративного искусства, художников театра, кино и телевидения, декоративно-прикладного искусства, художественного проектирования, художников плаката, критиков и искусствоведов. Творческие секции проводят выставки, представляя на них отобранные комиссиями лучшие образцы художественного творчества.
| Секция                                            | Организация                                                      | Количество членов        | Председатель правления  | Адрес                              | Сайт                   |
| ------------------------------------------------- | ---------------------------------------------------------------- | ------------------------ | ----------------------- | ---------------------------------- | ---------------------- |
| Секция живописи                                   | Товарищество живописцев МСХ                                      | 1120 на 22.03.2025       | Виктор Глухов           | 1-я Тверская-Ямская улица, д. 20/1 | moscow-painters.ru     |
| Секция художников графиков. Включает 4 подсекции: | Ассоциация художников графических искусств (АХГИ)                | ?                        | Елена Чернышёва (Черна) | 1-я Тверская-Ямская улица, д. 18   |                        |
| · станковая графика                               | Объединение художников графического станкового искусства (ОХГСИ) | ?                        | Владимир Хмелевский     |                                    | st-graph.ru            |
| · эстамп                                          | Объединение «Московский эстамп»                                  | ?                        | Михаил Коновалов        | ул. Вавилова, д. 65 корп. 1        | moskva-estamp.narod.ru |
| · промграфика                                     | Объединение художников «Промграфика»                             | более 200 на апрель 2015 | Ирина Бодрова           | 1-я Тверская-Ямская улица, д. 20/1 | promgraf.ru            |
| · книжная графика                                 | Отделение «Книжная графика»                                      | более 470                | Анастасия Архипова      |                                    |                        |
| Секция скульптуры                                 | Объединения московских скульпторов                               | более 800                | Георгий Смирнов         | Старосадский перелок, 5/8, стр. 3  | oms.ru                 |
| Секция художников-монументалистов                 | Ассоциация художников-монументалистов (АХМ)                      | 620 на 6.10.2022         | Максим Лытов            | Староватутинский проезд, д. 12     | a-x-m.ru               |
| Секция художественного проектирования             | Гильдия художественного проектирования                           | 385                      | Юрий Пильстров          | Гостиничная улица, д. 7а, корп.2   | design-guild.ru        |
| Плакатная секция                                  | Товарищество плакатистов                                         | 150                      | Камиль Зайнетдинов      | Старосадский перелок, 5/8          |                        |
| Секция художников театра, кино и телевидения      | Ассоциация художников театра, кино и телевидения                 | 360                      | Виктор Архипов          |                                    |                        |
| Секция декоративно-прикладного искусства          | Ассоциация художников декоративных искусств (АХДИ)               | 832                      | Татьяна Шихирева        | ул. Арбат, д.21                    | ahdi.ru                |
| Секция критиков и искусствоведов                  | Объединение критиков и искусствоведов                            | 420                      | Михаил Красилин         |                                    |                        |

## Руководство
Согласно уставу правление МСХ состоит из 45 человек — по 5 представителей от каждой творческой секции. Члены правления избирается съездом по 5 человек от каждой творческой секции. Съезд созывается не реже одного раза в год. Отчётно-перевыборный съезд проводится каждые 4 года. В съезде участвуют делегаты от всех секций, по 1 делегату от 20 членов. Правление МСХ из своего состава избирает на четырёхлетний срок председателя и его заместителя.
- Глухов, Виктор Александрович[16]. — председатель правления МСХ с 9 апреля 2009 года, председатель правления ТМЖ, Народный художник РФ, действительный член РАХ
- Петров, Алексей Пименович — заместитель председателя правления МСХ с 9 апреля 2009 года
- Смирнов, Георгий Александрович — председатель правления Объединения московских скульпторов
- Чернышёва, Елена Дмитриевна — председатель правления АХГИ, заслуженный художник РФ
- Архипов, Виктор Николаевич — председатель правления Ассоциации художников театра, кино и ТВ
- Красилин, Михаил Михайлович — председатель правления Объединения критиков и искусствоведов, Заслуженный деятель искусств РФ

Председатели правления по году утверждения:
- 1932 — Вольтер, Алексей Александрович
- 1937 — Герасимов, Сергей Васильевич
- 1956 — Богородский, Фёдор Семёнович
- 1958 — Шмаринов, Дементий Алексеевич
- 1961 — Мочальский, Дмитрий Константинович
- 1963 — Кибальников, Александр Павлович
- 1966 — Шмаринов, Дементий Алексеевич
- 1968 — Дудник, Степан Ильич
- 1972 — Шмаринов, Дементий Алексеевич
- 1974 — Попов, Игорь Александрович
- 1978 — Тальберг, Борис Александрович
- 1984 — Савостюк, Олег Михайлович
- 1996 — Бубнов, Василий Александрович
- 2005 — Казанский, Иван Павлович
- 2009 — Глухов, Виктор Александрович